# 善庆学校旧址
善庆学校旧址位于中国浙江省绍兴市柯桥区柯岩街道州山村，坐南朝北，北侧临河。该校为绍兴近代民族资本家吴善庆出资建造，首任校长为胡博平，1992年改为州山小学，现为州山幼儿园。现存建筑建于民国三年至八年（1914-1919），总占地面积3000余平方米，采用欧式建筑风格。